# 足立シティオーケストラ
足立シティオーケストラ（あだちシティオーケストラ）は、東京都足立区にあるアマチュア・オーケストラ。
1988年、メンバーを一般公募し、足立区民オーケストラとして発足した。翌1989年、第1回定期演奏会を開催した。1991年に現名称に改めた。